# Chunchenahalli, Madhugiri
Chunchenahalli là một làng thuộc tehsil Madhugiri, huyện Tumkur, bang Karnataka, Ấn Độ.